# 아라코역
아라코역(일본어: 荒子駅, あらこえき)은 일본 아이치현 나고야시 나카가와구에 위치한 나고야 임해 고속 철도 니시나고야코 선의 역이다. 역 번호는 AN04이다.
오와리시 관음에 1개, 아라코 관음의 북동쪽에 있다.

## 역사
- 2004년 10월 6일: 영업 개시.

## 역 구조
섬식 승강장 1면 2선의 성토 위에 있는 고가역이다. 배리어 프리 대응으로 엘리베이터를 1기 배치하였다. 상하행 선의 승강장에 안전 대책으로서 스크린도어가 설치되어 있다.
국철 시대에 간사이 본선 욧카이치역 방향과 니시나고야코 선 나고야 화물 터미널 역 방면을 상호 연결하는 화물 열차로 인하여 현재의 본 역 ~ 고모토역 간에서 분기하고 간사이 선 핫타역에 이르는 삼각선이 계획되었지만 남쪽 화물선의 계획 좌절과 동시에 중단되었다. 취득한 용지는 현재 도로 및 주택지로 전용되고 있다.
일부 시간에만 역무원의 있는 순회역이자 나카지마역이 본 역을 관리하고 있다.

### 승강장
| 1 | ■ 아오나미 선 (하행) | 긴조후토 방면 |
| 2 | ■ 아오나미 선 (상행) | 나고야 방면   |

## 역 주변
역전 로터리에는 아라코 출신의 전국 무장 마에다 도시이에의 첫 출전의 기마상이 설치되어 있다. 본 역과 히가시야마 선 다카바타를 중심으로 한 지역에 나카가와 구의 공공 행정 기관이 집중되어 있다.
- 나카가와 구청
- 나카가와 보건소
- 나카가와 구 휴일 진료소
- 나카가와 문화 소극장
- 나카가와 도서관
- 나카가와 환경 사업소
- 나카가와 우체국
- 아라코 관음
  - 아라코 신사
- 아라코 공원
- 스카이락 아라코점
- 나고야 시영 지하철 히가시야마 선 다카바타 역
- 나고야 화물 터미널 역 - JR 화물 나고야 임해 고속 철도선
- 슈에이 예비 학교 아라코 역전 학교
- 서클 K 시노하라바시도리 3초메점

## 인접역
| 나고야 임해 고속 철도 ■ 니시나고야코 선 (아오나미 선) | 나고야 임해 고속 철도 ■ 니시나고야코 선 (아오나미 선) | 나고야 임해 고속 철도 ■ 니시나고야코 선 (아오나미 선) |
| ----------------------------------------------------- | ----------------------------------------------------- | ----------------------------------------------------- |
| AN03 고모토 나고야 방면                               |                                                       | 미나미아라코 AN05 긴조후토 방면                       |